# Хивинские походы
Хивинские походы — военные экспедиции русских войск, предпринятые в XVII—XIX веках для покорения Хивинского ханства.

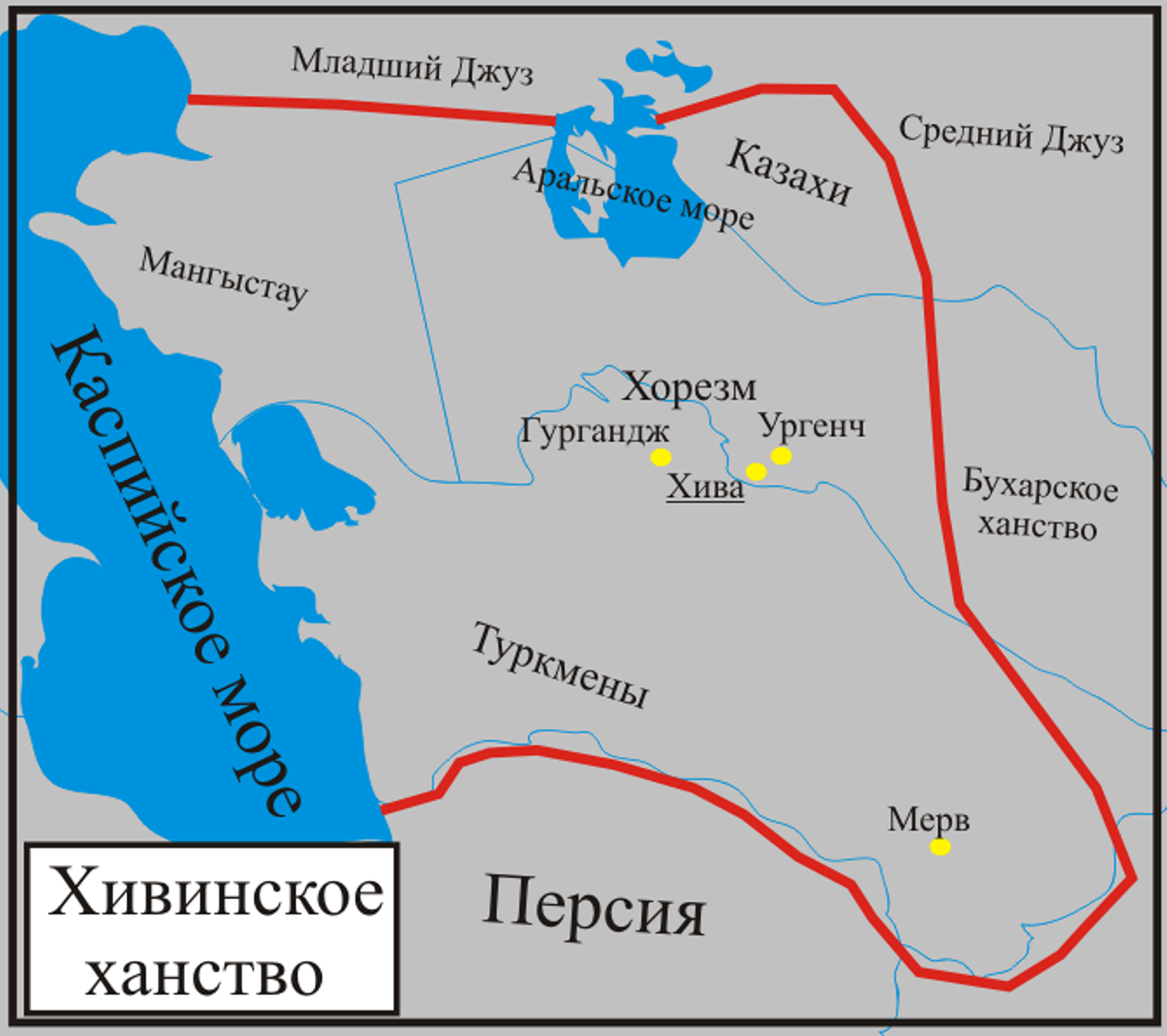

## В XVII—XVIII веках
Императорское правительство неоднократно пыталось подчинить своему влиянию Хиву, препятствовавшую расширению торговых связей Российской империи со Средней Азией, но походы отдельных отрядов в 1605, 1717, 1739 годах и позднее оказались безуспешными. Особенно драматичным стал Хивинский поход 1717 года под руководством Александра Бекович-Черкасского, закончившийся казнью его руководителя.

## В XIX веке

### Хивинский поход 1839—1840 годов
Поход 1839–1840 годов был предпринят в ответ на непрерывные набеги хивинцев на российские владения. Для похода на Хиву был сформирован экспедиционный корпус под командованием оренбургского генерал-губернатора генерал-лейтенанты В. А. Перовского, в составе которого числилось 6600 человек и 22 орудия. Отряд выступил из Оренбурга в ноябре 1839 года, но из-за плохой подготовки (отсутствие тёплой одежды, недостаток топлива и др.) в условиях необычно суровой зимы не смог пройти и половины пути и в начале февраля 1840 года повернул обратно. Летом 1840 года он вернулся в Оренбург, потеряв значительную часть своего состава (более 1 тысячи человек погибли в пути от холода и болезней, более 1 тысячи человек вернулись больными) и всю артиллерию.

### Хивинский поход 1873 года
Поход 1873 года предпринят в феврале—июле для ликвидации последнего крупного антироссийского очага напряжённости в Средней Азии. После подчинения Россией Бухарского эмирата и Кокандского ханства Хива не изменила своего враждебного отношения к России, направляемой британскими и османскими агентами. Решение о походе на Хиву Александр II принял в начале 1873 года. В феврале—апреле из Ташкента, Оренбурга, Мангышлака и Красноводска выступили армейские отряды общей численностью около 12 тысяч человек под командованием туркестанского генерал-губернатора генерал-лейтенанта К. П. фон Кауфмана. Оренбургский и Мангышлакский отряды соединились и 26 мая подошли к Хиве с севера, а Туркестанский отряд — с юго-востока. Красноводский отряд из-за отсутствия воды был вынужден вернуться назад. В конце мая российские войска сломили на окраинах Хивы сопротивление хивинских войск, которые вскоре капитулировали. По Гендемианскому миру 1873 года Хивинское ханство признало над собой протекторат Российской империи.

## Итоги
Хивинское ханство перестало быть помехой для продвижения российских интересов в Средней Азии.
Во время Хивинских походов российские войска приобрели опыт организации и осуществления длительных переходов на большие расстояния в неблагоприятных природных условиях, опыт ведения боевых действий на театрах военных действий с преобладанием песчаных пустынь.